# David Duncan (Freestyle-Skier)
David Duncan (* 15. Juli 1982 in London, Ontario) ist ein kanadischer Freestyle-Skier. Er ist auf die Disziplin Skicross spezialisiert.

## Biografie
Duncan war zu Beginn ein alpiner Skirennläufer. Er nahm ab Dezember 1997 an FIS-Rennen und ab März 2000 im Nor-Am Cup teil, größere Erfolge blieben jedoch aus. 2002 zog er nach Anchorage und absolvierte an der University of Alaska ein Studium der Flugzeugtechnik. Sein letztes Skirennen bestritt er im Februar 2006, im selben Jahr machte er seinen Abschluss. Duncan wechselte zum Skicross und belegte im April 2006 bei seinem ersten Rennen, den US-amerikanischen Meisterschaften, sogleich den vierten Platz. Daraufhin wurde er in die kanadische Nationalmannschaft aufgenommen.
Sein Debüt im Freestyle-Weltcup hatte Duncan am 12. Januar 2008 in Les Contamines, wo er den 33. Platz erzielte. Die ersten Weltcuppunkte gewann er vier Tage später, mit Platz 26 in Flaine. In der Folge konnte sich Duncan im Mittelfeld etablieren. Im Februar 2009 folgte die erste Top-10-Platzierung, im März 2009 siegte er bei den kanadischen Meisterschaften. Am 5. Januar 2010 erzielte er als Dritter des Rennens in St. Johann in Tirol erstmals eine Weltcup-Podestplatzierung, wodurch er sich für die Olympischen Winterspiele 2010 qualifizierte. Im Training unmittelbar vor dem olympischen Rennen in Cypress Mountain erlitt er einen Schlüsselbeinbruch und musste die Saison vorzeitig beenden.
Im Winter 2010/11 war ein 10. Platz Duncans bestes Weltcupergebnis, bei den Winter X Games 2010 wurde er Zweiter. Die Weltcupsaison 2011/12 begann er mit einem 3. Platz in Innichen. Bei den Winter X Games 2012 fuhr er auf Platz 3. Am 21. Dezember 2013 feierte er in Innichen seinen ersten Weltcupsieg, am darauf folgenden Tag doppelte er nach.

## Erfolge

### Olympische Spiele
- Sotschi 2014: 26. Skicross

### Weltmeisterschaften
- Deer Valley 2011: 19. Skicross
- Voss 2013: 19. Skicross

### Weltcup
- Saison 2011/12: 6. Skicross-Weltcup
- Saison 2013/14: 6. Skicross-Weltcup
- 7 Podestplätze, davon 2 Siege:

| Datum             | Ort      | Land    |
| ----------------- | -------- | ------- |
| 21. Dezember 2013 | Innichen | Italien |
| 22. Dezember 2013 | Innichen | Italien |

### Weitere Erfolge
- Winter-X-Games 2010: 2. Skier X
- Winter X Games 2012: 3. Skier X
- 1 kanadischer Meistertitel (2009)